# المدير (المالايالامية الموسم 3)
تم عرض الموسم الثالث من برنامج الألعاب التلفزيونية الواقعية الهندية المالايالامية بلغة Bigg Boss لأول مرة في 14 فبراير 2021. وهى من إنتاج انديمول شاين الهند تحت سيطرة بنيجاي والبث على الشبكة الآسيوية مع موهانلال عودته بوصفها البلد المضيف. يتبع العرض متسابقين مختارين معزولين عن العالم الخارجي لمدة 105 يومًا (أو 15 أسبوعًا) في منزل مخصص. يتم تحديد رفقاء المنزل من قبل كيان موجود في كل مكان يسمى Bigg Boss . في كل أسبوع، يتم طرد واحد أو أكثر من رفقاء المنزل عن طريق التصويت العام.

## إنتاج
تم الكشف عن الإعلان الرسمي للموسم الثالث في 3 يناير 2021 بواسطة توفنو توماس في حفل إطلاق النجم المغني الموسم 8 . في 5 فبراير 2021، أعلنت القناة أن الموسم سيبدأ في 14 فبراير 2021 مع عودة موهنلال كمضيف. تم عرض افتتاح الموسم الثالث من "Bigg Boss" في يوم عيد الحب 14 فبراير 2021. ستبث الحلقات من الاثنين حتى الجمعة الساعة 9:30 مساءً. بدأ عرض تجارب الأداء في أغسطس 2020، بعد سبعة أشهر من الاختبار، تم اختيار 14 متسابقًا يعملون في مجالات مختلفة لدخول المنزل. لقد تعرضوا لأسبوعين من إجراءات الحجر الصحي الاحترازية لوباء COVID-19 وتم فحصهم وكانت النتيجة سلبيًا.

### بيت
استمرت مجموعة المنزل الفاخرة من الموسم الثاني للموسم الثالث. تم بناء المنزل بأكمله بلمسة مالايالية. يمكن رؤية تقاليد وثقافة ولاية كيرالا في تصميم المنزل.

### عين
كالعادة، يأتي Bigg Boss بشعار عين جديد للموسم 3. تم تصميم خلفية العين ذات اللون الأحمر بلمسة آلية حديثة. الشعار كما قيل في الترويج الخاص بالعرض هو «يجب أن يستمر العرض»، وهو شعار مختلف مقارنة بالموسمين السابقين. 

### افتتاح
تم عرض الموسم لأول مرة في 14 فبراير 2021 في يوم عيد الحب. بدأ المضيف موهنلال العرض داخل منزل Bigg Boss ، حيث انضم إليه المتسابقون. سار المضيف عبر المنزل لكنه غطى المنطقة بأكملها. هذه المرة، كانت حلقة الإطلاق قد بثت AV حول زملاء المنزل بعد وصولهم وتم تقسيم الأداء المسرحي إلى AV. تلقى رفاق المنزل ورود لكونهم عيد الحب لهذا اليوم وجرة من الشوكولاتة عند دخول المنزل. رفقاء المنزل، لأول مرة، كان لديهم حقائب ميكروفون ملونة عليها أسمائهم.

## وضع رفقاء المنزل
| شريك السكن     | دخل اليوم        | انتهى اليوم                                                                                          | حالة        |
| -------------- | ---------------- | --- | ----------- |
| أنوب           | اليوم 1          | |             |
| أدوني          | اليوم 1          | |             |
| Bhagyalakshmi  | اليوم 1          | |             |
| ديمبال         | اليوم 1          | |             |
| فيروز أ        | اليوم 1          | |             |
| فيروز ك وساجنا | اليوم الثامن     | |             |
| مانيكوتان      | اليوم 1          | |             |
| نوبي           | اليوم 1          | |             |
| رمضان          | اليوم 1          | |             |
| ريثو           | اليوم 1          | |             |
| ساي            | اليوم 1          | | كابتن البيت |
| سانديا         | اليوم 1          | |             |
| سوريا          | اليوم 1          | |             |
| المجزية        | اليوم 1          | style="background:#FFC7C7; vertical-align: middle; text-align: center; " class="table-no" \| Evicted |             |
| رميا           | اليوم الثالث عشر | style="background:#FFC7C7; vertical-align: middle; text-align: center; " class="table-no" \| Evicted |             |
| انجيل          | اليوم الثالث عشر | style="background:#FFC7C7; vertical-align: middle; text-align: center; " class="table-no" \| Evicted |             |
| ميشيل          | اليوم الثامن     | style="background:#FFC7C7; vertical-align: middle; text-align: center; " class="table-no" \| Evicted |             |
| ليكشمي         | اليوم 1          | style="background:#FFC7C7; vertical-align: middle; text-align: center; " class="table-no" \| Evicted |             |

## شريك السكن
المشاركون حسب ترتيب الظهور والدخول إلى المنزل هم:

### المشتركين الأصليين
- نوبي ماركوز، ممثل أفلام ، ممثل تلفزيوني ، كوميدي ، وشخصية عرض مسرحي. اشتهر بمهمته في نجوم الكوميديا في الشبكة الاسوية وقناة Star Magic in Flowers.
- ديمبال بهال، شخصية على الإنترنت، أخصائية نفسية للأطفال ، ومصممة أزياء ومتحمس .
- فيروز عزيز، مذيع الإذاعة والتلفزيون المعروف باسم «كديلان فيروز»
- مانيكوتان، ممثل سينمائي معروف بعمله في أفلام المالايالامية .
- ماجيزيا بهانو، لاعبة كمال أجسام هندية ومصارع ذراع من ولاية كيرالا معروفة بإنجازاتها الوطنية والدولية في مصارعة الذراع
- سوريا منيون عارضة أزياء وممثلة وأول دي جي أنثى في ولاية كيرالا ،
- ليكشمي جيان، مغني وعازف كمان. كانت أول متسابقة في الشبكة الاسوية Idea Star Singer .
- ساي فيشنو، عارضة أزياء.
- أنوب كريشنان، الممثل التلفزيون ومذيع التلفزيون الذي هو معروف لمهمته في الشبكة الآسيوية مسلسل Seetha Kalyanam (مسلسل تلفزيوني)
- أدوني جون، المتحدث العام.
- رمضان محمد، راقص محترف، ممثل، والفائز في عرض الواقع الراقص D 4 Dance .
- ريثو مانثرا، نموذج ، ممثلة، والمغني. لقد مثلت ولاية كيرالا في Femina Miss India 2018.
- سانديا مانوج، راقصة، معلمة رقص، ومدربة يوجا .
- Bhagyalakshmi ، كبير فنان الدبلجة المعروف بدبلجة أكثر من 4000 فيلم مالايالامي . هي كاتبة وناشطة اجتماعية.